# Serafino Cenci
Serafino Cenci, italijanski rimskokatoliški duhovnik, škof in kardinal, * 20. maj 1676, Rim, † 24. junij 1740, Rim.

## Življenjepis
1. januarja 1727 je prejel duhovniško posvečenje.
18. decembra 1733 je bil imenovan za Beneventa in 26. decembra istega leta je prejel škofovsko posvečenje.
24. marca 1734 je bil povzdignjen v kardinala in 27. junija 1735 je bil imenovan za kardinal-duhovnika S. Agnese fuori le mura.